# Zhang Yuehong
Zhang Yuehong (Shenyang, 9 novembre 1975) è un'ex pallavolista cinese.
Giocava nel ruolo di schiacciatrice.

## Carriera
La carriera di Zhang Yuehong inizia all'interno del settore giovanile dello Liaoning Nuzi Paiqiu Dui. Nel 1993 viene promossa in prima squadra, restandovi a giocare fino al termine della stagione 2001-02; nello stesso periodo, precisamente nel 2000, debutta con la nazionale cinese, con cui nel vince un anno dopo la medaglia d'argento al World Grand Prix, la medaglia d'oro al campionato asiatico e oceaniano e la medaglia d'oro alla Grand Champions Cup; nel 2002, invece, dopo aver vinto la medaglia d'argento al World Grand Prix, si aggiudica la medaglia d'oro ai XIV Giochi asiatici.
Nella stagione 2002-03 gioca per la prima volta all'estero, ingaggiata dal Racing Club de Cannes nella Pro A francese: col club transalpino vince lo scudetto, la Coppa di Francia e la Champions League; con la nazionale nell'estate del 2003 vince la medaglia d'oro al World Grand Prix, al campionato asiatico e oceaniano e alla Coppa del Mondo. Ritorna poi a giocare in patria nella stagione successiva, ceduta in prestito al Beijing Nuzi Paiqiu Dui; con la nazionale nel 2004 tocca il punto più alto della sua carriera, vincendo la medaglia d'oro ai Giochi della XXVIII Olimpiade.
Nel campionato 2004-05 torna a giocare nello Liaoning Nuzi Paiqiu Dui, vincendo lo scudetto nel campionato successivo. Nell'annata 2006-07 gioca in prestito nel Tianjin Nuzi Paiqiu Dui, vincendo il secondo scudetto consecutivo, proprio ai danni della sua ex squadra, lo Liaoning, venendo anche premiata come miglior attaccante del campionato; nell'estate del 2007 con la nazionale vince la medaglia d'argento sia al World Grand Prix che al campionato asiatico e oceaniano, dopo il quale si ritira dalla nazionale. Dopo aver giocato la stagione 2008-09 nella V.Premier League giapponese con le Toray Arrows, aggiudicandosi un altro scudetto ed il Torneo Kurowashiki, si ritira dall'attività agonistica.

## Palmarès

### Club
- Campionato francese: 1

2002-03
- Campionato cinese: 2

2005-06, 2006-07
- Campionato giapponese: 1

2008-09
- Coppa di Francia: 1

2002-03
- Torneo Kurowashiki: 1

2009
- CEV Champions League: 1

2002-03

### Nazionale (competizioni minori)
- Montreux Volley Masters 2000
- Montreux Volley Masters 2002
- Giochi asiatici 2002
- Montreux Volley Masters 2003
- Montreux Volley Masters 2004
- Montreux Volley Masters 2007

### Premi individuali
- 2001 - Volleyball League A cinese: Miglior attaccante
- 2002 - Volleyball League A cinese: Miglior attaccante
- 2007 - Volleyball League A cinese: Miglior attaccante